# Uno (Muse)
„Uno“ je singl britské alternativní rockové kapely Muse z jejich debutové desky Showbiz. Když pomineme předešlé EP nahrávky, tak je Uno, znamenající ve španělštině a italštině "jedna", vůbec první samostatný singl, který skupina vydala. Ve Spojeném království se na veřejnost dostal 14. června 1999 ve formátu CD a na 7" vinylu. Přestože se song Uno hrál v rádiích velmi krátkou dobu, dokázal se probojovat na 73. příčku v UK Singles Chart.
Živé provedení skladby je natočené na DVD Hullabaloo.

## Videoklip
Pro song byla natočena celkem tři videa. První je složeno ze záběrů z živého provedení a z několika scén, které se natáčely na londýnském Tower Bridge. Kapela později v jednom rozhovoru popsala tuto verzi klipu jako "ohavnou, katastrofální, hroznou a trapnou".
Ve druhém videoklipu hraje skupina v uzavřené místnosti. Žena se snaží projít labyrintem chodeb s dveřmi až k hrající skupině, nicméně všechny dveře vedou do dalších chodeb. Čím déle žena hledá správnou cestu, tím více je zoufalejší. Nakonec skončí u dveří číslo 1.
Třetí verze videoklipu je složena ze záběrů živých provedení skladby.

## Verze singlu

### CD
1. 1. „Uno“ - 3:38
2. 2. „Jimmy Kane“ - 2:59
3. 3. „Forced In“ - 4:17

### 7" vinyl
1. „Uno (Alternative Version)“
2. „Agitated“ - 2:19

### Francouzská verze
1. „Uno“ - 3:38
2. „Jimmy Kane“ - 2:59
3. „Forced In“ - 4:17

### Německá verze
1. „Uno (Radio Edit)“
2. „Pink Ego Box“ - 3:32
3. „Do We Need This?“ - 3:24
4. „Muscle Museum (Video)“